# Simulium nyanzense
Simulium nyanzense är en tvåvingeart som beskrevs av Alex Fain och Félix Dujardin 1983. Simulium nyanzense ingår i släktet Simulium och familjen knott.
Artens utbredningsområde är Kenya. Inga underarter finns listade i Catalogue of Life.